# تشارلز جي. فلانغن
تشارلز جي. فلانغن (بالإنجليزية: Charles G. Flanagan)‏ هو لاعب كرة قدم أمريكية أمريكي، ولد في 4 يوليو 1872 في ينكتون في الولايات المتحدة، وتوفي في 24 سبتمبر 1937 في سياتل في الولايات المتحدة.